# Ташибекова, Джамал Чуйбековна
Джамал (Жамал) Чуйбековна Ташибекова (29 августа 1937 — 11 августа 2020) — советский и киргизский государственный деятель, министр иностранных дел Киргизской ССР (1980—1986), Чрезвычайный и Полномочный Посол Киргизской Республики (1993).

## Биография
Джамал Ташибекова родилась 29 августа 1937 года во Фрунзе в семье Чуйбека и Альбины Ташибековых, отец был рабочим (погиб, когда Джамал было два года), а мать — воспитателем в детском доме. В 1960 году окончила Московский технологический институт лёгкой промышленности по специальности «инженер-технолог», а в 1971 году заочно окончила Московскую высшую партийную школу при ЦК КПСС.
Трудовую деятельность начала в 1960 году, работала бригадиром, мастером участка, начальником смены, начальником «Бюро технологической информации» швейной фабрики «40 лет Октября», позже была заведующим производства, начальником филиала № 1, главным инженером и генеральным директором фирмы «Киргизия» Министерства бытового обслуживания Киргизской ССР.
В 1967 году была переведена на должность инструктора промышленно-транспортного отдела в ЦК Компартии Киргизии, была заместителем заведующего отделом лёгкой и пищевой промышленности. В 1971 году работала заместителем председателя Фрунзенского городского совета народных депутатов.
Член КПСС с 1961 года. Состояла в ЦК Компартии Кыргызстана, была кандидатом в члены бюро ЦК КП Киргизии, депутатом Верховного Совета Киргизской ССР X—XII созывов.
В 1980 году была назначена министром иностранных дел Киргизской ССР, параллельно была заместителем председателя Совета Министров. В том же году приняла участие в работе 35-й сессии Генеральной Ассамблеи ООН, где убедила советскую делегацию поддержать предложения Китая по социальным вопросам.
В 1986 году заняла должность председателя Союза киргизских обществ дружбы с зарубежными странами. В 1997 году стала председателем Государственной комиссии по делам семьи, женщин и молодёжи. С 1997 по 2004 год занимала должность председателя общественной организации «Федерация женских организаций Кыргызстана». В 2004 году работала директором Дома дружбы Министерства культуры и информации Кыргызстана.
Награждена медалью «За трудовую доблесть» (1971), орденом «Знак Почёта» (1981), медалью «Ветеран труда» (1984). Награждалась Почётной грамотой Союза Советских обществ дружбы и культурных связей с зарубежными странами, Почётной грамотой Президента Кыргызстана, почётная гражданка Бишкека.
Была замужем за Марсом Байчериковым (умер в 1990 году), пара воспитала сына Темирбека и дочь Айнуру.
Скончалась 11 августа 2020 года, похоронена 13 августа на Ала-Арчинском кладбище.